# Dorota Smorzewska
Dorota Smorzewska (ur. 4 stycznia 1992) – polska judoczka.
Zawodniczka klubów: UKS Judo-Kano Płock (2005-2007), UKS Judo Sensei Płock (od 2008). Czterokrotna brązowa medalistka mistrzostw Polski seniorek w kategorii do 52 kg (2013, 2014, 2015, 2016). Trzykrotna młodzieżowa wicemistrzyni Polski (2012, 2013, 2014).